# レッドスプライト

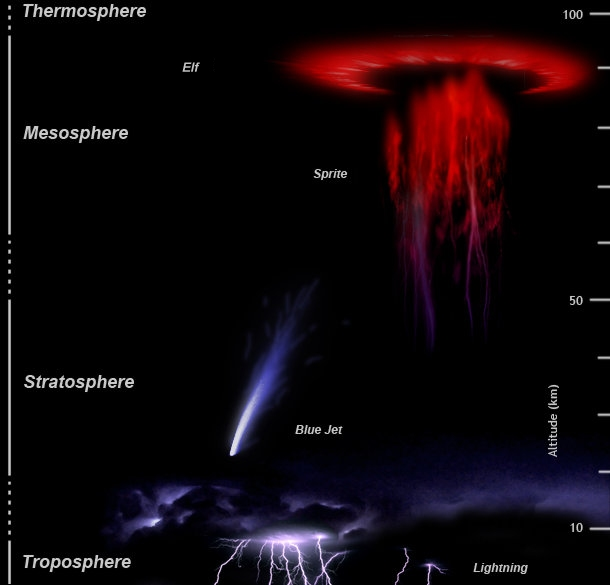
各種の超高層雷放電の模式図

レッドスプライト（英: red sprite）、またはスプライト（英: sprite）は、雷雲上の中間圏で起こる発光現象であり、超高層雷放電の1つである。超高層紅色型雷放電とも呼ばれる。雷とは異なる発光現象だが、雷（雷放電）に付随して発光するといわれている。

## 概要

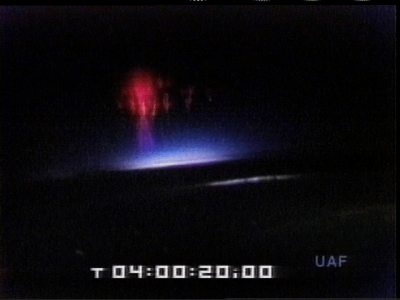
スプライト、2004年7月GHCC撮影

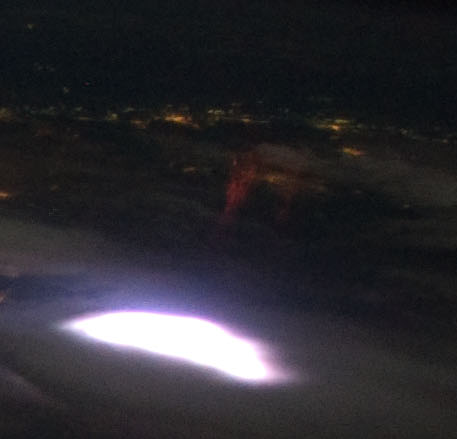
ISSから撮影されたスプライト。

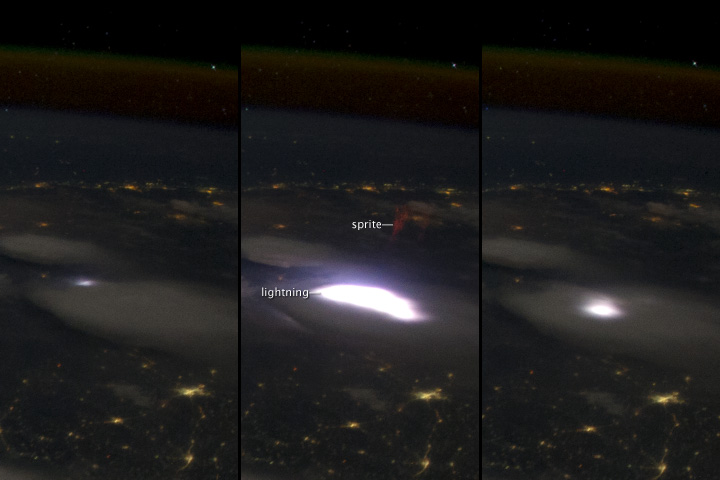
ISSから撮影されたスプライトが出現する様子（時系列）。

スプライトは、アメリカ合衆国の Franzらが1989年に、夜間ビデオカメラの較正をしていた時に偶然に撮影した発光現象である。その色 (red) と妖精 (sprite) のようにひょっこり姿を現すことから、「レッドスプライト」と呼ばれるようになった。現在では単に「スプライト」と呼ぶ。理論としてはチャールズ・ウィルソンが提唱していたが、当時はカメラも高性能ではなく、たとえ目撃しても目の錯覚だといわれていた。
Franzらの発見後、様々な科学者により盛んに研究され、実像が明らかになりつつある。色は赤色で、高度約50〜80kmで発光し、鉛直方向の大きさは20km程度、水平方向の大きさは数km〜70km程度である。スペクトル解析によると、窒素分子の first positive band が支配的であることから、窒素分子がその発光に寄与していることが分かった。
スプライトの種類はその形状によっていくつかに分類されており、未発見の種類もあるかもしれない。
- キャロットスプライト
- カラム状スプライト
- 妖精型スプライト（日本語訳では妖精型妖精となるが、より形状が妖精のようだったためこう名付けられた）

また、場所によって出やすい種類もあるようで、太平洋沖ではキャロットが、日本海側ではカラム状及び妖精型が出やすいといわれている。
雷雲からの放電現象としては雷が一般的に広く知られているが、従来より、雷雲から上方に何らかの形で放電や電流が流れているのではないかということが、専門家からは示唆されていた。スプライトの発見がこれほど近年まで発見されなかったのは、雷雲上の現象であることから、雷雲の真下からでは観測不可能なことや、その発光自体が長くても100ミリ秒程度で、人間の目が追いつかなかったということや、カメラで捉えるにしても、高感度である必要があったからではないかと思われる。
近年、日本では、科学者だけでなくアマチュアや高校生も数万円程度の比較的安価なビデオカメラ等を用いてスプライトの撮影を活発に行っており、専門家も発見していない特性をも明らかにしている。特に高校生は、高校生天体観測ネットワークが研究テーマにし、冷却CCDカメラといった機材を貸し出したり、観測するためのマニュアルを発行したりして、新発見に力を入れている。

## 人工衛星からの観測
詳細なデータを得るために、近年では人工衛星からの観測も行われている。
台湾のROCSAT-2は地上のリモートセンシングが主な目的だが、レッドスプライトや大気観測のためにISUAL観測器が搭載されている。
日本では、東北大学の研究チームがレッドスプライトを真上から観測するため、超小型衛星「雷神」を2009年に打ち上げた。しかしトラブルにより観測が順調にいかなかったため、後継機として「雷神2」を計画。2014年5月24日に打ち上げ、同年中に高解像度地表撮影、同スペクトル撮影にそれぞれ成功した。

## スプライトの研究機関・研究者
- 早川正士（電気通信大学）
- 福西浩（東北大学）
- 山本真行（高知工科大学）
- 愛知県立一宮高等学校
- 千葉県立東葛飾高等学校
- 静岡県立磐田南高等学校
- 高知県立高知小津高等学校
- 兵庫県立神戸高等学校
- STAR Lab[4]
- アメリカ航空宇宙局 (NASA)
- 台湾国家宇宙センター (NSPO)